# Hybomitra longicorna
Hybomitra longicorna är en tvåvingeart som beskrevs av Wang 1984. Hybomitra longicorna ingår i släktet Hybomitra och familjen bromsar. Inga underarter finns listade i Catalogue of Life.